# Maison Spach
La maison Spach est un monument historique situé à Strasbourg, dans le département français du Bas-Rhin.

## Situation et accès
Ce bâtiment est situé au 18, rue du Dôme à Strasbourg, à l'angle avec l'impasse du Tiroir.

## Historique
La façade fait l'objet d'un classement au titre des monuments historiques depuis 1927.